# کپتیو پورتال

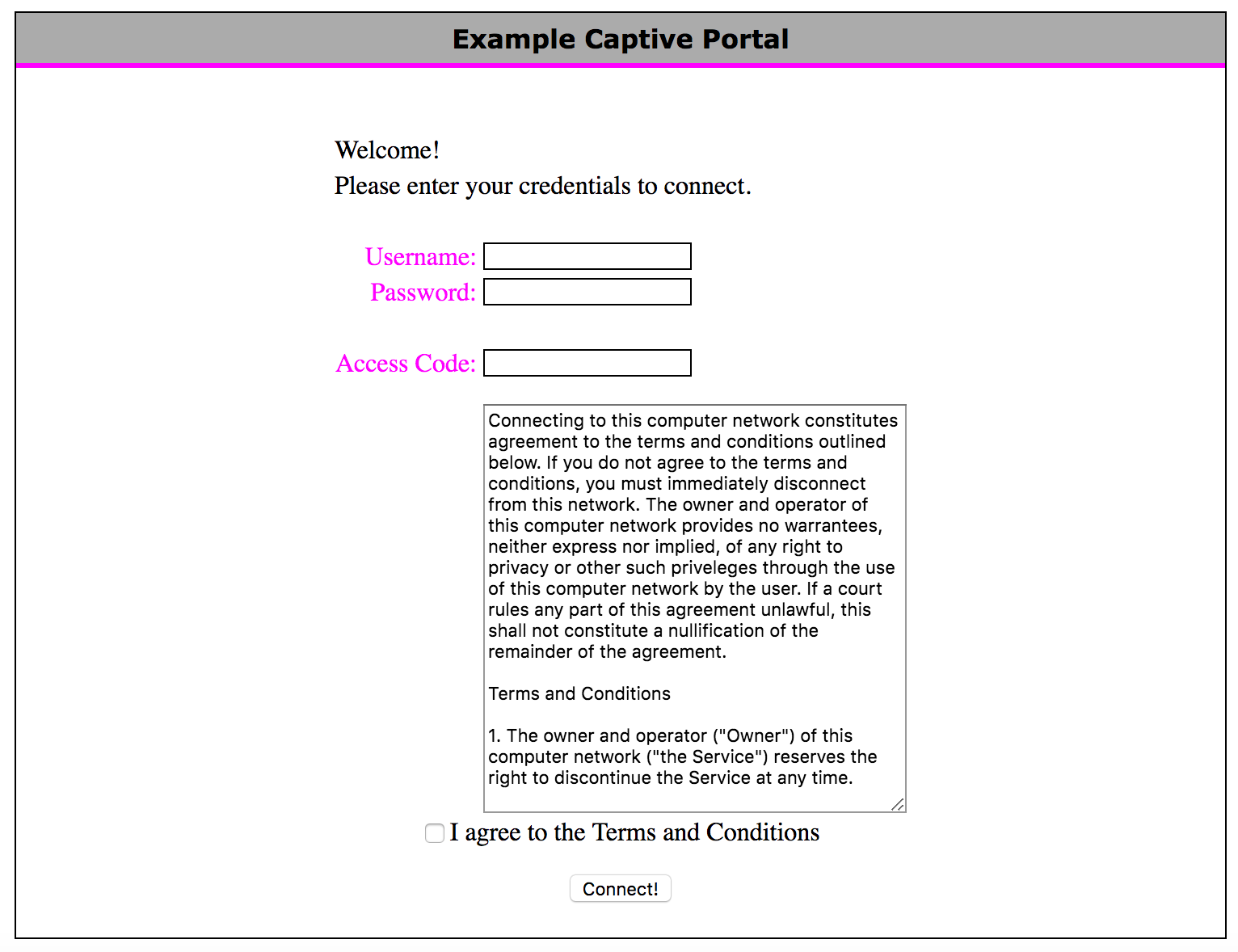
کپتیو پورتال

کپتیو پورتال (انگلیسی: Captive portal) یک صفحهٔ خاص است که قبل از استفادهٔ عادی از اینترنت نمایش داده می‌شود. این درگاه معمولاً برای نمایش صفحهٔ ثبت ورود استفاده می‌شود.